# Alice's Restaurant
Alice's Restaurant (br: Deixem-nos viver) /pt: O restaurante de Alice)  é um filme de 1969 adaptado de uma canção de Arlo Guthrie. A canção é a obra mais famosa de Guthrie, um blues baseado em uma história real que começou no dia de Ação de Graças de 1965. O filme reproduz os acontecimentos da canção, além de outras cenas.

## Elenco
1. Arlo Guthrie - Arlo Guthrie
2. Pat Quinn - Alice Brock
3. James Broderick - Ray Brock
4. Pete Seeger  - Pete Seeger
5. Lee Hays  -  Lee Hays
6. Michael McClanathan - Shelly
7. Geoff Outlaw - Roger Crowther
8. Tina Chen - Mari-chan
9. Kathleen Dabney - Karin
10. William Obanhein  - William Obanhein
11. Seth Allen  -  Evangelista
12. Monroe Arnold  -  Blueglass
13. Joseph Boley  -  Woody Guthrie
14. Vinnette Carroll  - Palhaço
15. Sylvia Davis  -  Marjorie Guthrie
16. Simm Landres  -  Detetive Jacob ou Jake
17. Eulalie Noble  -  Ruth
18. Louis Beachner  -  Dean
19. Donald Marye  -  Diretor do funeral
20. Shelley Plimpton  -  Reenie
21. M. Emmet Walsh  -  Sargento do grupo W
22. Ronald Weyand -  Policial
23. Eleanor Wilson -  Landlady
24. Simon Deckard  -  Médico
25. Thomas DeWolfe -  Garçom
26. Judge James Hannon - Juiz James Hannon
27. Graham Jarvis  -  Professor de música
28. John Quill -  Policial
29. Frank Simpson  -  Sargento
30. Alice Brock  -  Suzy.[5]

## Enredo
Em 1965, o jovem músico novaiorquino Arlo busca escapar do alistamento militar para a Guerra do Vietnã matriculando-se em um conservatório musical na distante Montana. Seu cabelo comprido e atitude hippie lhe causam problemas com a polícia e moradores locais e ele acaba por voltar para casa depois que seus professores não aceitam que toque música moderna. Seu pai, o famoso cantor folk Woody Guthrie, está no hospital sofrendo de uma doença degenerativa e ele vai visitá-lo. Alí está também o cantor Pete Seeger e os dois tocam juntos no quarto.
Arlo sai do hospital e vai ao encontro de um casal amigo seu, a ex-bibliotecária Alice e o motociclista veterano Ray Brock. Eles lhe mostram seu novo lar, uma antiga igreja em Great Barrington, Massachusetts, no qual constroem um abrigo chamado de Congregação Triângulo, destinado a ajudar adolescentes hippies e outros tipos boêmios e desajustados. Arlo revê também seu amigo de escola Roger e o artista e motociclista Shelley, um ex-viciado em heroína. Além da igreja, Alice inaugura um restaurante próximo a Stockbridge. Frustrada com as atitudes liberais de Ray, Alice tem um caso com Shelley e depois os deixa para visitar Arlo em Nova Iorque. Ray e Alice se reconciliam, o que não é aceito por Shelley, e todos se reúnem na congregação para comemorarem o "Dia de Ação de Graças" .
Nesse ponto o filme segue a canção que inspirou o roteiro: Após o jantar do feriado, Arlo pega sua kombi vermelha e junta o lixo acumulado no local e o transporta para o lixão da cidade. É impedido pois o acesso ao local foi fechado devido ao feriado. Ao avistar um outro lugar ele despeja o lixo mas é denunciado às autoridades. O "Oficial Obie" (interpretado pelo próprio chefe de polícia William Obanhein, que participou do caso real narrado na canção), prende Arlo enquanto os homens tiram 27 fotos do "crime".
Depois de encerrado o caso, Arlo inicia um namoro com uma garota asiática de nome Mari-chan. Ele finalmente é convocado para o alistamento militar em Nova Iorque e inicia uma série de procedimentos médicos, psicológicos e físicos narrados por ele de forma a acentuar o surrealismo da situação.